# Zoropsis rufipes
Zoropsis rufipes är en spindelart som först beskrevs av Lucas 1838.  Zoropsis rufipes ingår i släktet Zoropsis och familjen Zoropsidae. Inga underarter finns listade i Catalogue of Life.